# Alzoniella ovetensis
Alzoniella ovetensis is een slakkensoort uit de familie van de Hydrobiidae. De wetenschappelijke naam van de soort is voor het eerst geldig gepubliceerd in 1993 door Rolan.